# 645 (číslo)
Šest set čtyřicet pět je přirozené číslo. Následuje po číslu šest set čtyřicet čtyři a předchází číslu šest set čtyřicet šest. Řadová číslovka je šestistý čtyřicátýpátý nebo šestset pětačtyřicátý. Římskými číslicemi se zapisuje DCXLV a řeckými číslicemi χμε.

## Matematika
645 je:
- Deficientní číslo
- Nešťastné číslo
- Nepříznivé číslo

## Astronomie
- (645) Agrippina je planetka hlavního pásu, kterou objevil v roce 1907 Joel Hastings Metcalf
- V 645 Centauri je jiný název pro Slunci nejbližší hvězdu Proxima Centauri

## Ostatní
- Číslo 645 má v národním pokédexu pokémon Landorus

## Roky
- 645
- 645 př. n. l.